# Kućan Marof
Kućan Marof es una localidad de Croacia en la ciudad de Varaždin, condado de Varaždin.

## Geografía
Se encuentra a una altitud de 166 m s. n. m. a 81 km de la capital nacional, Zagreb.

## Demografía
En el censo 2011, el total de población de la localidad fue de 1385 habitantes.
| Gráfica de población de Kućan Marof 1857-2011                       |
|                                                                     |
| Según los censos de población de la oficina estadística de Croacia. |